# Bummerlhaus

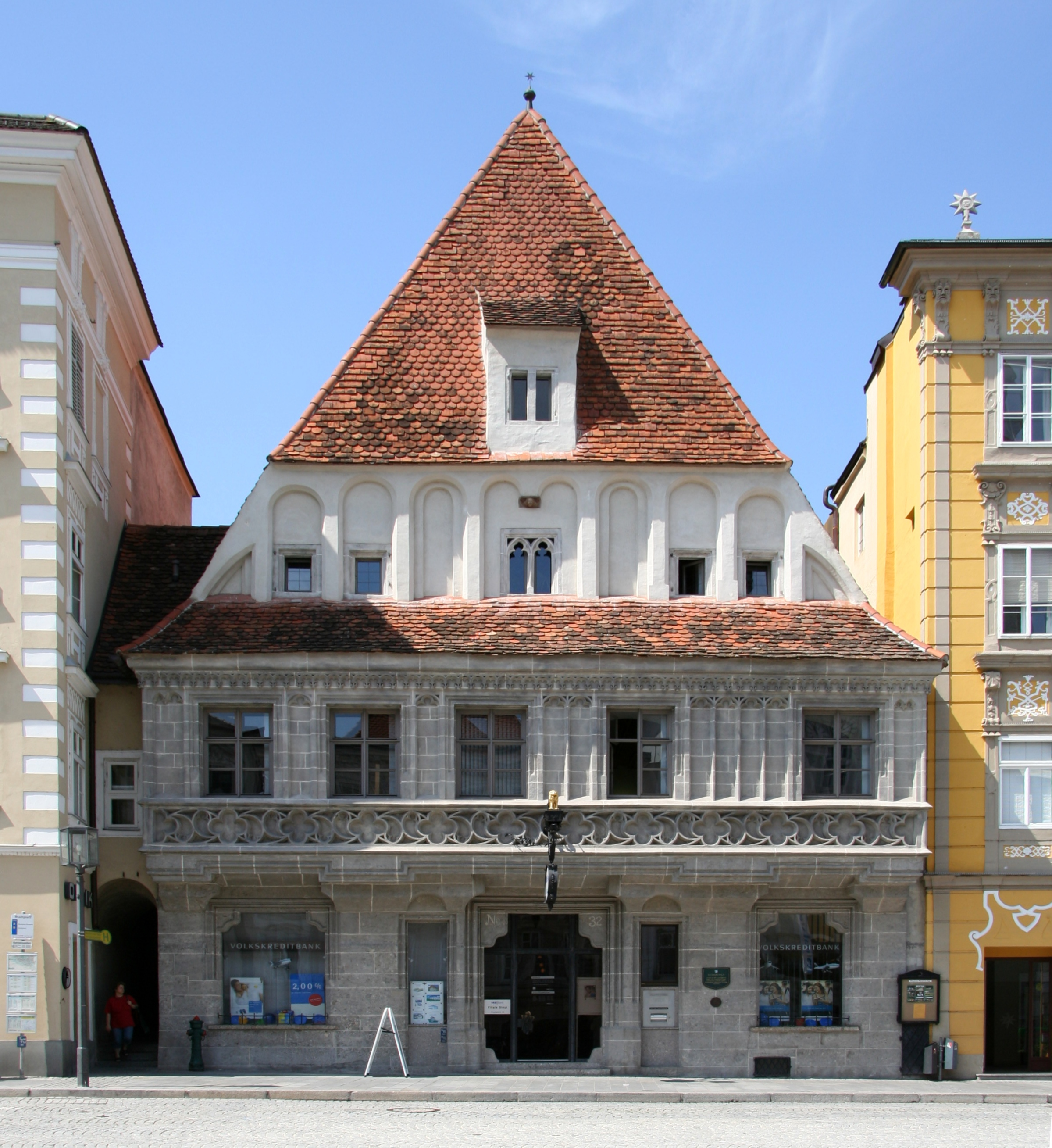
Front des Gebäudes am Stadtplatz 32

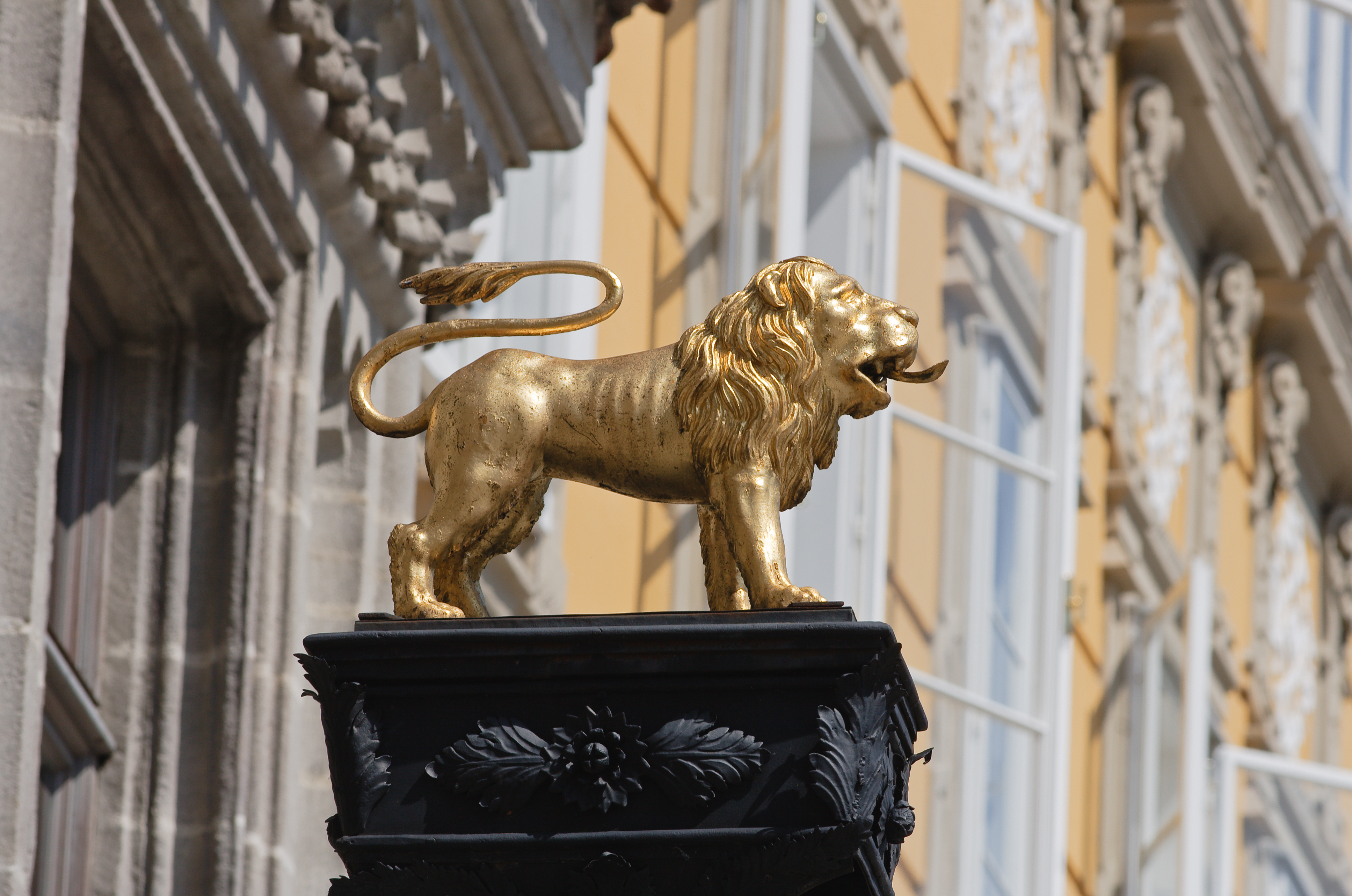
Das „Bummerl“. Ehemaliges Zeichen eines Gasthofes und vermutlicher Ursprung des Namens

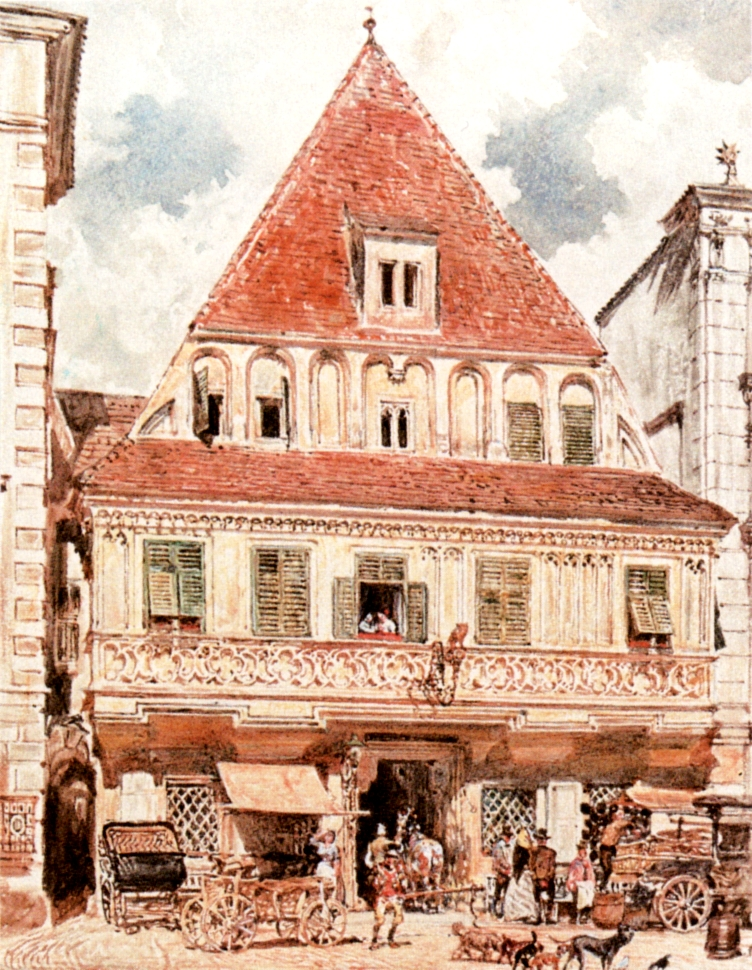
Das Haus im Jahr 1871. Aquarell von Rudolf von Alt

Das Bummerlhaus ist ein gotisches Bürgerhaus in Steyr (Stadtplatz 32), dessen Kern wohl aus dem 13. Jahrhundert stammt.
Eine erste urkundliche Erwähnung findet sich jedoch erst 1450. Der Gebäudename selbst ist vermutlich auf das Schild des früheren Gasthofes zum goldenen Löwen zurückzuführen. Den dort (etwas unbeholfen) dargestellten Löwen verspotteten die Steyrer Bürger als Bummerl (Hündchen).

## Geschichtlicher Überblick
Die Besitzer des kunsthistorisch bedeutenden Bürgerhauses sind seit dem 15. Jahrhundert nachweisbar. Der letzte Forschungsstand datiert die Baugeschichte bis in das 13. Jahrhundert. Um 1450 wird Mert Pandorffer als Eigentümer geführt, der von 1432 bis 1450 als Kastner und Rentmeister der Herrschaft Steyr tätig war. Ihm folgte sein Sohn Wolfgang Pandorffer 1456, der es 1473 dem reichen Handelsherrn Georg Prandtstetter um 1000 Gulden verkaufte. Valentin Preuenhueber erwähnt in seinem Geschichtswerk Annales Styrenses bereits eine im Haus angeordnete Kapelle. Georg Prandstetter veränderte vermutlich das Haus in der Art, wie es heute in seiner Grundform erhalten ist. Im Jahre 1490 erbte Hanns Prandtstetter das Patrizierhaus. Die an der Fassade angebrachte Jahreszahl 1497 lässt darauf schließen, dass die Gestaltung des Vorderhauses von Hans Prandtstetter beauftragt wurde. Hanns Prandtstetter, der 1521 das Bürgermeisteramt von Steyr bekleidete, starb 1521. Den Besitz übernahm sein Sohn, Hanns Prandtstetter. 1543 waren als Eigentümer „Prandtstetters Erben“ angegeben. In den Jahren 1567 und 1596 scheint in den Steuerbüchern Wolf Händl von Ramingdorf, langjähriger Bürgermeister von Steyr, als Eigentümer auf. 1651 kaufte Stefan Grafhaider das „baufällige Haus“. Er zählte zu den wohlhabendsten Persönlichkeiten der Stadt. Er war Bäcker, Gastwirt, Inhaber der Salzkammer, einer Brauerei und einer Musketenrohrschmiede. 1687 verkauften die Erben nach Grafhaider den Besitz an Daniel Edtinger, der das Gebäude bis 1748 besaß. Waren bis in die Zeit des Dreißigjährigen Krieges einflussreiche Rats- und Kaufherren, die vorwiegend mit Eisen und Stahl, aber auch mit Getreide und Venediger Waren handelten, Eigentümer des Hauses. Ab der zweiten Hälfte des 17. Jahrhunderts verblieb der Weinhandel und die Leutgebschaft. Bis zum Jahre 1898 beherbergte das Haus ein Gasthaus („Zum goldenen Löwen“), bis 1964 war im Haus ein Eisenhandel untergebracht. 1964 erwarb die Volkskreditbank das sogenannte Bummerlhaus und tätigte einen massiven Umbau, bei dem im Erdgeschoß des Vorderhauses eine Kassenhalle eingebaut wurde. 1994 erfolgte ein Rückbau des Dachgeschoßausbaues. Anstelle kleiner Archivräume entstand eine weitläufige Büroeinheit, in der das statische und formale Konstruktionsprinzip des Dachstuhles wiederzuerkennen ist. Im Frühjahr 2000 erhält die Schaufassade, die zum Stadtplatz gerichtet ist, eine dringend notwendige Steinrestaurierung und eine Renovierung der Giebelwand.

## Baubeschreibung
Das Bummerlhaus ist das besterhaltene spätgotische Bürgerhaus von Steyr und zählt zu den schönsten mittelalterlichen Profanbauten Österreichs. Das Haus zeigt die für Steyr typische Grundkonzeption, bestehend aus dem Vorderhaus mit einer reich ausgestatteten Fassade zum Stadtplatz, dem Hinterhaus und drei Höfen mit Laubengängen. Die für das Mittelalter übliche Dachform, ein steiles Dach mit einem Krüppelwalm zum Stadtplatz, dominiert die Architektur des Hauses. Im Kern steckt ein quadratischer Turm, der einen an einen mittelalterlichen Wohnturm erinnert und um den sich das weitere Haus formt. Die Fassade zum Stadtplatz zeigt einen im ersten Obergeschoß vorkragenden, aus Stein gearbeiteten Breiterker, der sich über die gesamte Hauslänge spannt. Diesen schmücken Blendarkaden und ein reicher Fries mit einem Vierpass-Maßwerk, der unter den fünf unsymmetrisch anordneten Fenstern liegt. Über dem schmalen Dach des Breiterkers erhebt sich die aus Ziegel aufgeführte Giebelmauer mit gemauerten Blendarkaden und einem steilen Krüppelwalm, in dem eine Aufzugslucke eingebaut ist. Axial ausgerichtet, dominiert in der Giebelwand ein bifores spätgotisches Fenster mit fein gearbeiteten Steinpfeilern und Bögen.

### Ausstattung
Ein Prunkstück gotischer Profanarchitektur ist die im Haus integrierte Hauskapelle. Sie liegt im Obergeschoß und erhält über vier schmale spätgotische Fenster Licht. Das Altarbild, Himmelfahrt Christi, des Malers Martin Johann Schmidt („Kremser Schmidt“) ziert den Innenraum. Auch das mit fünf Dreipassmotiven geschmückte und profilierte Türgewände zählt zu den reichen Ausstattungen des Hauses. Im ersten Obergeschoß des Vorderhauses verweisen reich gegliederte Holzdecken auf den Reichtum des Erbauers. An der Südwestseite des dritten Hofes verbindet eine zum Teil freistehende spätgotische Wendeltreppe das Gebäude mit dem erhöht angeordneten Garten und ermöglicht den Aufgang zur Berggasse.

## Aufnahme
- Anlässlich des 500-jährigen Bestehens erschien ab 4. Juni 1973 eine 50 Schilling Scheidemünze.[1]
- Veronika Handlgruber schrieb die Ode an das Steyrer Bummerlhaus. In der letzten Strophe heißt es: Mittelalter und Neuzeit vermählen in Dir sich harmonisch, / prunkvoller Sitz reicher Kaufherren aus längst entschwundenen Zeiten. / Heute moderne Bank, nun wieder gewidmet dem Handel, / klar und zweckvoll gestaltet, und dennoch geblieben der Gotik / kostbares Kleinod, unverlierbarer Schatz unsrer alten, / weitgerühmten, vielgeliebten Eisenstadt Steyr.[2]

## Städtebauliche Einordnung
Die meisten und schönsten Wohnhäuser der Stadt Steyr stehen am Stadtplatz, in der Enge, in der Kirchen- und Gleinkergasse. Bescheidenere, jedoch auch nach dem Steyrer Typus ausgeformte Objekte, finden sich am Grünmarkt, der Haratzmüllerstraße, Pfarr-, Berg-, Badgasse und Sierningerstraße. Die meisten Wohnhäuser der alten Stadtteile (Innenstadt, Steyrdorf, Ennsdorf und Ort) stammen in den Hauptmauern und zu einem guten Teil in ihrer Gesamtgliederung aus spätgotischer Zeit. Änderungen finden sich vereinzelt nur an Fassaden, die meist bei Grundstückszusammenlegungen durchgeführt wurden. Die Außenkonturen und die Einteilung im Inneren blieben größtenteils erhalten.